# نیروی هوایی سنگاپور
نیروی هوایی جمهوری سنگاپور یا (RSAF) شاخه ای از نیروهای مسلح سه گانهٔ سنگاپور است که به جنگ هوایی، دفاع هوایی و کنترل فضای هوایی این کشور می‌پردازد. این نیرو در سال ۱۹۶۸ تشکیل شده و به عنوان یک نیروی مستقل معرفی شد. این نیرو دارای تجهیزات و سلاح‌های به روز شده و پیشرفته است. این تجهیزات عموماً غربی و به خصوص آمریکایی می‌باشند.

## Past Symbols

### Roundel
- 1968–1973
- 1973–1990

### Ensign
- 1968–1973
- 1973–1990

### Video clips
- "Teamwork in action" – A late 1970s RSAF documentary در یوتیوب, accessed 24 May 2011.
- RSAF 40th Anniversary Video – First Generation در یوتیوب, accessed 24 January 2009.
- RSAF 40th Anniversary Video – Second Generation در یوتیوب, accessed 24 January 2009.
- RSAF 40th Anniversary Video – Third Generation در یوتیوب, accessed 24 January 2009.
- RSAF's newly delivered F-15SG arrives at Mountain Home AFB در یوتیوب, accessed 12 May 2009.